# Luis Teisseire

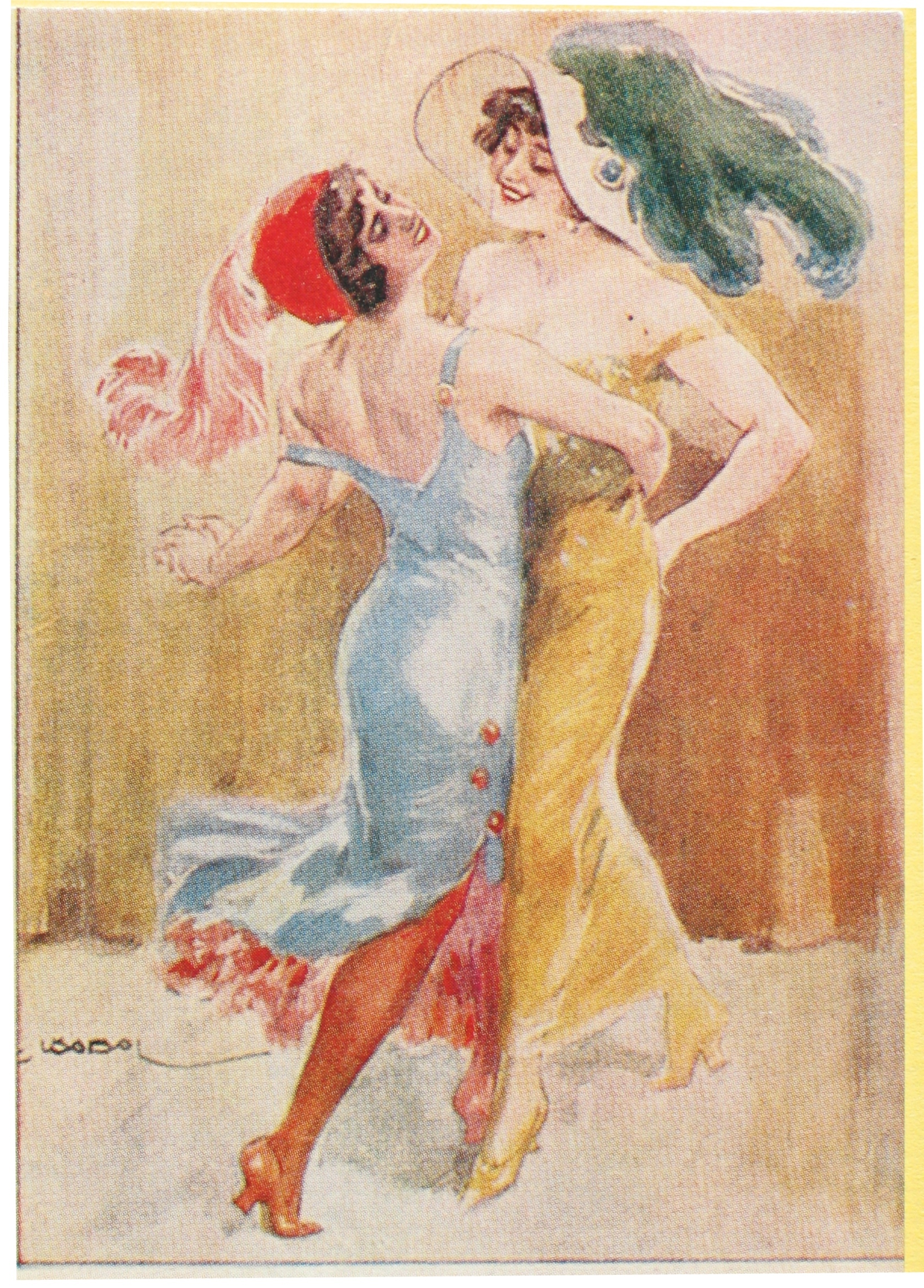
Postal de Tango

Luis Teisseire (Buenos Aires, 24 d'octubre de 1883 - 3 de maig de 1960) fou un compositor argentí.
Començà els estudis universitaris, que per imposicions de la vida hagué d'abandonar, dedicant-se llavors a la música, per la que havia sentit sempre gran afició. Al cap de poc s'inicià com a compositor, i un dels seus tangos, Bar Exposición, aconseguí tant d'èxit que en poc temps es vengueren 80.000 exemplars.
Després continuà obres del mateix gènere, que assoliren gran popularitat, i al mateix temps es donà a conèixer com a director d'orquestra, havent sigut el primer a portar al teatre la seva orquestra típica.

Teisseire deia del tango:
| « | Palermo, Cinco Esquinas, La Ensenada, La Boca, Tierra del Fuego, Mataderos, La Batería, Barracas, La Tablada... barrios bravos, de «machazos» entreveros. Después... Hansen, el Kiosquito y el Tambito donde «volaban» los vasos y las sillas y los «guapos» de «lengue» y chamberguito «se trenzaban», con los guapos «cajetillas»... Pasó el tiempo... y tomando rumbo al «centro», con su fe de bautismo arrabalera salió el tango, de sus lauros al encuentro tremolando su emoción, como bandera. «Compadreando» en un «teclao» de bandoneones hizo a un lado recelos y desaires los magnates le abrieron sus mansiones... y fue el Tango! el «bacán» de Buenos Aires... | » |